# Тодор Тагарев
Тодор Димитров Тагарев е български военен експерт, дългогодишен служител в системата на българската отбрана. Той е министър на отбраната в служебното правителство на Марин Райков (13 март – 29 май 2013) и в редовното правителство на Николай Денков (6 юни 2023 – 9 април 2024).

## Биография

### Ранен живот и образование
Тодор Тагарев е роден на 18 април 1960 г. в град Стамболийски, но е с корени от санданското село Пирин. Завършва Математическа гимназия „Акад. Кирил Попов“ в град Пловдив. През 1982 г. завършва Висшето военновъздушно училище „Георги Бенковски“ в Долна Митрополия като инженер по автоматика и телемеханика с военна специалност „Авиационно въоръжение“. От 1986 г. до 1989 г. защитава дисертация на тема „Теория на управлението и приложенията ѝ“ във Военновъздушната инженерна академия „Н. Е. Жуковски“ в Москва (СССР). От 1993 г до 1994 г. в Командно-щабния колеж на ВВС на САЩ завършва „Оперативно изкуство и изследвания на въздушната мощ“.
От 1999 г. е старши научен сътрудник II степен (доцент) по приложение на принципите и методите на кибернетиката, а от 2014 г е професор по същата специалност.

### Професионална и политическа кариера
От 1982 до 1986 г. служи като офицер по авиационни въоръжения в бойно поделение Двадесет и пети изтребително-бомбардировъчна полк на ВВС в Чешнегирово
От 1989 до 1992 г. е преподавател във ВВВУ „Г. Бенковски“.
От 1993 г до 1994 г. е слушател в Командно-щабния колеж на ВВС на САЩ завършва „Оперативно изкуство и изследвания на въздушната мощ“, и е със звание подполковник
От 1994 до 1998 г. е научен сътрудник последователно в Института по управление и системни изследвания и Института за космически изследвания на БАН, където продължава да работи като старши научен сътрудник и от 2002 г. до 2004 г.
От 1999 до 2001 г. е последователно директор на Дирекция „Планиране на отбраната“ и „Политика по въоръженията“ в министерство на отбраната.
От 2004 до 2008 г. е ръководител на катедра „Мениджмънт на отбраната“ във Военна академия „Г. С. Раковски“.
От 2005 до 2008 г. Тодор Тагарев е член на Борда за изследвания и технологии на НАТО и национален представител в неговия панел „Системни анализи и проучвания“. Притежава значителен опит в ръководството и участието в международни и национални интер-дисциплинарни изследвания по въпроси на сигурността и отбраната. Негови научни и научно-приложни публикации са преведени на арабски, арменски, бахаса, грузински, дари, испански, португалски, румънски, руски, сръбски, украински, унгарски и френски език.
От 2008 г. е в Института по паралелна обработка на информацията на БАН, сега Институт по информационни и комуникационни технологии, като ръководител на секция „Информационни технологии в сигурността“ и на Центъра по мениджмънт на сигурността и отбраната.
В периода септември 2009/2010 г. е съветник на министъра на отбраната по въпросите на стратегическия отбранителен мениджмънт.
От 13 март до 29 май 2013 г. е министър на отбраната в състава на служебното правителство на Марин Райков.
От 3 май 2016 г. проф. Тодор Тагарев е назначен за директор на Института по отбрана, но на 31 март 2017 г. е освободен от служебния министър на отбраната о. з. бр. ген. Стефан Янев. Според МО на РБ това е заради „подмяна на тактико-техническите задания“ на проектите за закупуване на нов тип изтребител.
За да защити доброто си име, през м. юни 2017 г. проф. Тагарев завежда иск срещу министерството на отбраната. В решение по гр. дело 7714/2017 г. СГС намира, че аповедта за прекратяване на трудовия договор на проф. Тагарев противоправна. Съдът приема, че разпространението на злепоставяща проф. Тагарев информация за извършени дисциплинарни нарушения е противоправна и дава основание да се ангажира отговорността на министерството за претърпените неимуществени вреди, настъпили в резултат от разпространението на злепоставяща информация.
На 28 февруари 2022 г. премиерът на България Кирил Петков обявява, че Тагарев ще бъде новият министър на отбраната, на мястото на Стефан Янев. На сутринта на 1 март предложението за това е оттеглено, без да бъдат обявени причините.
На 6 юни 2023 г. е избран от XLIX народно събрание за министър на отбраната в редовното правителство на Николай Денков.
По време на негово изслушване в Народното събрание на 29 юни 2023 г. става ясно, че той е работил като съветник на Министерството на отбраната на Украйна между 2005 и 2011 г., като редовно е посещавал Киев.
Владее английски и руски език.
Тагарев е член на Съюза на офицерите от резерва „Атлантик“.